# Viện Sinh thái rừng và Môi trường, Đại học Lâm nghiệp Việt Nam

## Thành lập
Viện Sinh thái rừng và Môi trường được thành lập theo Quyết định số 1583/ QĐ/BNN-TCCB, ngày 01/06/2006 của Bộ trưởng Bộ Nông nghiệp và Phát triển nông thôn, trực thuộc Trường Đại học Lâm nghiệp Việt Nam.

## Địa chỉ
Nhà A3 - Trường ĐH Lâm nghiệp - Xuân Mai - Chương Mỹ - Hà Nội
Website: http://ifee.edu.vn; Email: ifee@ifee.edu.vn

## Chức năng - Nhiệm vụ
- Xây dựng và tổ chức thực hiện chương trình, kế hoạch nghiên cứu khoa học, chuyển giao tiến bộ kỹ thuật của Viện về sinh thái rừng và môi trường phù hợp với mục tiêu đào tạo, phát triển khoa học công nghệ theo quy định hiện hành của Nhà nước, bao gồm các nội dung chính như sau:

- Nghiên cứu về lâm sinh, giống lâm nghiệp, sinh thái rừng và môi trường, đa dạng sinh học, quản lý và sử dụng bền vững tài nguyên rừng;
- Nghiên cứu công nghệ mới phục vụ: Phát triển và bảo vệ rừng; phòng tránh thiên tai liên quan đến lâm nghiệp;
- Nghiên cứu về Lâm nghiệp xã hội;
- Thu thập và lưu giữ các mẫu vật phục vụ nghiên cứu và đào tạo của Ngành.

- Phục vụ công tác đào tạo: Hướng dẫn sinh viên nghiên cứu khoa học, cung cấp các cơ sở vật chất và hiện trường phục vụ cho công tác đào tạo nhằm nâng cao trình độ cho sinh viên, thực tập sinh, nghiên cứu sinh.
- Thực hiện liên doanh liên kết với các tổ chức khoa học, các bộ phận có liên quan trong và ngoài nước tiến hành chuyển giao tiến bộ kỹ thuật, tư vấn và đầu tư xây dựng phục vụ cho sự phát triển sản xuất lâm nghiệp bền vững, phát triển và xây dựng nông thôn mới.
- Quản lý, sử dụng có hiệu quả nguồn nhân lực, kinh phí, tài sản được giao theo đúng quy định của pháp luật.

Địa chỉ: http://ifee.edu.vn hoặc http://việnsinhtháirừngvàmôitrường.vn Lưu trữ ngày 14 tháng 3 năm 2016 tại Wayback Machine

## Bộ máy hoạt động
- Ban Lãnh đạo:
  - Viện trưởng: Lê Sỹ Doanh 
  - Phó Viện trưởng: Phạm Văn Duẩn
- Các đơn vị trực thuộc:
  - Phòng Tổng hợp
  - Bộ môn Công nghệ môi trường
  - Bộ môn Sinh thái và Phát triển rừng
  - Bộ môn Ứng dụng viễn thám trong Lâm nghiệp
  - Trung tâm cứu hộ và bảo tồn động thực vật hoang dã